# Tarquinio Merula
Tarquinio Merula (ur. między 1590 a 1595 w Cremonie, zm. 10 grudnia 1665 tamże) – włoski kompozytor i organista epoki baroku.

## Życiorys
Działalność muzyczną rozpoczął w roku 1623 jako organista w Basilica di Santa Maria Maggiore w Bergamo, rok później znalazł się w Warszawie, gdzie otrzymał stanowisko organisty na dworze królewskim. Po dwóch latach wyjechał do ojczyzny. W latach 1628–1639 przebywał w Cremonie, gdzie był organistą w tamtejszej katedrze. Po tym czasie przeniósł się z powrotem do Bergamo i objął tam wcześniejsze stanowisko. Około roku 1652 wrócił do Cremony.

## Twórczość
Tarquinio Merula pisał zarówno muzykę instrumentalną (w tym przede wszystkim canzoni francese, nawiązujące do stylu Adriano Banchieriego), jak i wokalną (w tym m.in. madrygały, motety, psalmy, msze) przejawiającą wpływy szkoły weneckiej oraz (w koncertach kościelnych) L.G. da Viadany.
Jego dzieła były wielokrotnie wydawane w Wenecji, m.in.:
- 4 księgi canzoni francese (1615, 1637, 1639 i 1649)
- Madrigali et altre musiche concertate (1623)
- I libro de madrigaletti (1624)
- I libro de motetti e sonate (1624)
- I libro de madrigali concertati (1624)
- Satiro e Corisca, dialogo musicale (1626)